# حرية الدين في أندورا
ينص دستور أندورا على حرية الدين، كما تحترم حكومة أندورا الحق بحرية الممارسات الدينية بشكل عام. على الرغم من عدم وجود دين رسمي للدولة، إلا أن الدستور يقر بعلاقة خاصة مع الكنيسة الكاثوليكية الرومانية؛ وعلى الرغم من عدم وجود أي دعم مباشر لهذا الدين، إلا أن أتباع هذا الدين يحصلون على بعض الامتيازات الخاصة التي لا تحصل عليها الجماعات الدينية الأخرى. ليست هناك تقارير عن أي انتهاكات اجتماعية أو تمييز قائم على أساس المعتقدات أو الممارسات الدينية.

## الديموغرافية الدينية
تبلغ مساحة دولة أندورا نحو 1810 ميل مربع (470 كم مربع)، كما يبلغ عدد سكانها نحو 86 ألف نسمة (حسب تقديرات يوليو من عام 2015). تتوفر بعض الإحصائيات الرسمية حول الدين في دولة أندورا، فيعتنق نحو 90% من السكان الكاثوليكية بشكل تقليدي.
يعتبر عدد كبير من سكان أندورا من المهاجرين الإسبان والبرتغاليين والفرنسيين، مع تمثيلهم –كمواطنين كاملين- نسبة أقل من 36% من المجموع الكلي للسكان؛ كما أن المهاجرين أيضاً من معتنقي الكاثوليكية بشكل عام. 
من المقدر أن يكون نصف السكان الكاثوليك من رواد الكنيسة بشكل منتظم. تشمل المجموعات المسيحية الأخرى الكنيسة الرسولية الجديدة وهي كنيسة يسوع المسيح لقديسي الأيام الأخيرة (المورمون)؛ بالإضافة إلى العديد من الطوائف البروتستانتية، بما في ذلك الكنيسة الأنجليكانية؛ كنيسة التوحيد وشهود يهوه. تشمل الجماعات الدينية الأخرى كل من اليهود والمسلمين (ينقسم المهاجرون من شمال أفريقيا بشكل رئيسي إلى مجموعتين، ولكن إحداهما متزمتة دينياً أكثر من الأخرى)، كما تشير التقديرات إلى أنه يعيش نحو 100 يهودي في أندورا؛ بالإضافة إلى الجماعات الدينية السابقة يعتبر الهندوس من الجماعات الدينية الموجودة في أندورا أيضاً.
يعتبر المبشرون الأجانب نشطون جداً، كما أنهم يعملون بدون أي قيود.

## حالة الحرية الدينية

### الإطار القانوني والسياسي
يقر الدستور بوجود علاقة خاصة مع الكنيسة الكاثوليكية «حسب التقاليد الأندورية»، كما يعترف بـ «الأهلية القانونية الكاملة» لهيئات الكنيسة الكاثوليكية، مانحاً إياهم وضعاً قانونياً «متناغم مع قواعدهم الخاصة». يعتبر الأسقف خوان إنريك فايفيس سيسيليا من مدينة لا سيو دي أورغل الإسبانية، أحد الأميرين المعينين دستورياً للبلاد -والذي يشغل بشكل متساوٍ منصب رئيس الدولة مع رئيس فرنسا). كما يعتبر الاحتفال الديني الكاثوليكي «عذراء ميريتكسيل» في الثامن من سبتمبر في كل عام، عطلة وطنية.
لا يوجد قانون يتطلب بشكل صريح التسجيل القانوني والحصول على موافقة على الجماعات الدينية والعبادة الدينية، كما أن قانون الجمعيات عام للغاية ولا يذكر المنظمات الدينية على وجه التحديد؛ كما يوجد سجل موحد للجمعيات، يسجل جميع أنواع الجمعيات بما في ذلك الجماعات الدينية. 
على الرغم من أن التسجيل ليس إلزامياً؛ إلا أنه يجب على المجموعات التسجيل أو إعادة التسجيل من أجل النظر في الدعم الذي تقدمه الحكومة للمنظمات غير الحكومية. على سبيل المثال، تقدم الحكومة الدعم إلى كاريتاس الدولية وجمعية النساء المهاجرات الأندوريات وجمعيات النساء الأندوريات. يجب أن تقدم المجموعات قوانين الجمعيات واتفاق التأسيس وبياناً يشهد بأسماء الأشخاص المعينين في مناصب رسمية أو إدارية في المنظمة وإعلان التراث الذي يحدد ميراث المنظمة أو وقفها من أجل التسجيل أو إعادة التسجيل. لم ترد أي تقارير عن الطلبات المرفوضة.
وبحسب ما ورد، أعربت السلطات عن قلقها من أن بعض الأساليب التي تستخدمها المنظمات الدينية (كغسل الأدمغة أو الأذى البدني على سبيل المثال) قد تكون ضارة بالصحة العامة أو السلامة أو الآداب أو النظام. حيث تساءلت هذه السلطات عن كيفية المضي قدماً في مثل هذه الحالات ولكنها لم تذكر قضية محددة؛ وعلى الرغم من تضمن القانون لحكم يقضي بعدم جواز إجبار أحد على الانضمام أو البقاء في جمعية ضد إرادته / إرادتها، إلا أنه لا يحد من مثل هذه المجموعات.
على الرغم من المفاوضات لعدة سنوات بين الجالية المسلمة والحكومة، إلا أنه لم يتم بناء أي مسجد في أندورا. ومع ذلك، يوجد في البلد 1300 مسلم يملكون «أماكن للصلاة» ويبدو أنه لا توجد قيود على عدد أماكن العبادة هذه المنتشرة في جميع أنحاء البلاد.
يتوفر تعليم عقائد الإيمان الكاثوليكي في المدارس العامة بشكل اختياري، وخارج ساعات الدوام المدرسي العادية والإطار الزمني المخصص للأنشطة المدرسية الاختيارية، مثل التربية المدنية أو الأخلاق. كما توفر الكنيسة الكاثوليكية المعلمين لدروس الدين، إلا أن الحكومة هي من يدفع رواتبهم. 
قام المركز الثقافي الإسلامي بتقديم دروس باللغة العربية لنحو 50 طالباً. لم تتفق الحكومة والجالية المغربية بعد على نظام يسمح للأطفال بتلقي دروس اللغة العربية في المدارس خارج اليوم الدراسي العادي. كانت الحكومة مستعدة لتقديم دروس باللغة العربية، لكن المجتمع المسلم لم يتمكن من إيجاد إمام للتدريس. لم يتلق ديوان المظالم أي شكاوى من المجتمع المسلم بشأن هذه المسألة.
أتاحت الحكومة في بعض الأحيان التسهيلات العامة لمختلف المنظمات الدينية من أجل القيام بالأنشطة الدينية الخاصة بها.
ساهمت سياسة الحكومة وممارساتها في حرية الممارسات الدينية بشكل عام. لم ترد تقارير عن وجود سجناء أو محتجزين دينيين في البلاد؛ كما لم ترد تقارير عن تحول ديني قسري.

## الانتهاكات الاجتماعية والتمييز
يوجد تقارير قليلة عن انتهاكات مجتمعية أو تمييز قائم على المعتقد أو الممارسة الدينية. ويبدو أن المواقف المجتمعية بين الجماعات الدينية تتسم بالود والتسامح. على سبيل المثال، تقدم كنيسة لا ماسانا الكاثوليكية ملجأها مرتين شهرياً للمجتمع الأنجليكاني لكي يتمكن رجال الدين الأنجليكانيون الزائرون من تقديم خدمات للمجتمع الناطق بالإنجليزية. 
على الرغم من أن أولئك الذين يمارسون الديانات الأخرى غير الكاثوليكية يكونوا بشكل عام مهاجرين غير مندمجين بشكل كامل في المجتمع المحلي، إلا أنه يبدو أن العقبات أمام ممارسة دياناتهم الخاصة قليلة أو معدومة.